# Synteza granularna

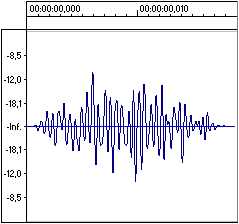
Granulka dźwięku w syntezie granularnej

Synteza granularna – technika generowania dźwięku w cyfrowych instrumentach muzycznych w mikroskali.
Syntezator granularny nie generuje ciągłej fali, ale zbiór bardzo krótkich, trwających od 1 do 50 milisekund fragmentów, zwanych granulkami (ang. grains). Granulki mogą być odtwarzane jedna po drugiej, mogą też na siebie nachodzić lub być odtwarzane równocześnie, z różną prędkością, fazą i głośnością. Rezultatem syntezy granularnej nie jest pojedynczy ton, ale chmura granularna składająca się z tysięcy granulek, którą kontroluje się w sposób odmienny od tradycyjnych instrumentów i technik syntezy: można zmieniać wysokość dźwięku poszczególnych granulek, ich obwiednię, długość, wzajemną pozycję granulek i ich gęstość. Powstaje więc klaster dźwięku o złożonej charakterystyce.
Najpopularniejszą implementacją syntezy granularnej jest sampling granularny, w którym poszczególne granulki nie są syntetyzowane przez np. oscylator, ale wycinane z dowolnego nagrania (sampla). Technika ta znalazła szerokie zastosowanie w programach zmieniających tempo nagrania bez zmiany wysokości dźwięku lub odwrotnie (tzw. time stretching, pitch shifting). Pozwala na przykład na dowolne przedłużanie wybrzmiewania instrumentów akustycznych bez nieprzyjemnego efektu zapętlenia charakterystycznego dla tradycyjnych samplerów.

## Historia syntezy granularnej
Początki syntezy granularnej sięgają połowy XX wieku, ale dopiero od późnych lat 90. jest szeroko dostępna za sprawą wzrostu mocy obliczeniowej komputerów osobistych.
Za twórców idei dźwięku jako zbioru elementarnych granulek rozłożonych w czasie, która w efekcie doprowadziła do rozwoju syntezy granularnej, uważa się Iannisa Xenakisa oraz węgierskiego fizyka Dennisa Gabora (1900-1979), znanego z wynalezienia holografii w 1947 r., za który to wynalazek został w 1971 r. uhonorowany nagrodą Nobla z dziedziny fizyki; niemniej prawo do palmy pierwszeństwa przypisywał sobie Xenakis – grecki kompozytor wyraźnie wypowiadał się w tej sprawie w książce Formalized Music, wstęp, xiii. Xenakis zastosował ideę dźwięku jako zbioru granulek w swoich kompozycjach na orkiestrę, która korzystając z tradycyjnych instrumentów grała wiele krótkich dźwięków, tworzących większą, jednorodną całość, analogiczną do chmury granularnej.
Iannis Xenakis rozpoczął badania teoretyczne nad syntezą granularną w 1958 r., ale dopiero w 1972 r. jego uczeń, Curtis Roads zajął się ich praktyczną realizacją z zastosowaniem dwuprocesorowego komputera mainframe Burroughs B6700, programowanego w języku Algol, oraz programu Music, którego autorem był Max Mathews. Dane były wprowadzane za pomocą kart perforowanych. Komputer ten potrafił po kilku dniach obliczeń wygenerować tylko minutę dźwięku o częstotliwości 20 kHz. Oczywiście nie posiadał on przetwornika cyfrowo-analogowego, dlatego Roads zapisywał dane wyjściowe na taśmę cyfrową, którą potem kopiował na kartridż dyskowy w Instytucie Oceanografii. Kartridż zabierał do Centre for Music Experiment by wreszcie przetworzyć dane na dźwięk na komputerze DEC PDP-11/20.
Tą metodą Roads w 1974 roku stworzył pierwszy, eksperymentalny, trwający 30 sekund utwór granularny Klang-1. Składał się 766 granulek, z których każda zaprogramowana była na osobnej karcie perforowanej. Wszystkie miały tę samą długość 40 milisekund, Roads traktował je jak indywidualne nuty w skali zawierającej 1000 tonów od 16,11 Hz do 9937,84 Hz. W ciągu sekundy odtwarzanych było do 25 granulek. Mimo tak skromnych parametrów, Roads był zachwycony magicznym wręcz rezultatem. Utwór Klang-1 jest dostępny na płycie dołączonej do książki Curtisa Roadsa Microsound.
Drugi utwór granularny nie był już eksperymentem, ale prawdziwą kompozycją – jest to trwający 8 minut Prototype z 1975 r. Na jego potrzeby Roads napisał w Algolu program PLFKLANG, który potrafił wygenerować tysiące granulek, tworząc 123 chmury granularne, w których znaczenie poszczególnych granulek było wtórne. Roads ominął problem ograniczonej pojemności pamięci komputera, która skracała nagranie do jednej minuty, generując osiem fragmentów, które potem zmiksował w studio dodając niewielki pogłos oraz panoramę.
W 1980 r. Curtis Roads rozpoczął prace badawcze w Eksperymentalnym Studio Muzycznym Massachusetts Institute of Technology, gdzie miał do dyspozycji uniksowy minikomputer DEC PDP-11/50, który przyspieszył pracę, pomimo że był słabszy od mainframea, na którym pracował dotąd, Roads miał go bowiem na własny użytek, mógł także pisać własne oprogramowanie w języku C oraz uruchamiać program Music 11 napisany przez Barry Vercoea. Krótkie fragmenty gotowej muzyki Roads miksował na czterośladowym analogowym magnetofonie, ponieważ montaż całego utworu na komputerze był jeszcze niemożliwy. Zwieńczeniem kilkuletniej pracy był utwór Nscor, trwający 9 minut, który został publicznie odtworzony na Międzynarodowej Konferencji Muzyki Komputerowej w Nowym Jorku w 1980 r. Roads nadał mu ostateczny kształt w 1987 r., wykorzystując różne techniki syntezy, nie tylko granularną.